# Acacia guymeri
Acacia guymeri é uma espécie de leguminosa do gênero Acacia, pertencente à família Fabaceae.